# 雅科夫·馬利克
雅科夫·亚历山德罗维奇·马立克，又譯瑪利克，（1906年12月6日—1980年2月11日），苏联政治家、外交官。曾任苏联驻日本、英国特命全权大使；苏联常驻联合国和联合国安理会代表；苏联外交部副部长等职务。

## 生平
- 1906年12月6日生于哈尔科夫省奥斯特罗韦尔希夫卡村的一个农民家庭。1930年毕业于哈尔科夫国民经济学院。
- 1930年-1935年，哈尔科夫市经济部门工作。
- 1935年-1937年，苏联外交人民委员会外交和领事官员学院学习。
- 1937年-1939年，苏联外交人民委员会部门文员、新闻负责人助理。1938年加入联共（布）。
- 1939年-1942年5月，苏联驻日本代表团、大使馆（1941年起）参赞。
- 1942年5月-1945年8月，苏联驻日本特命全权大使。1942年7月递交国书。
- 1945年9月-1946年8月，同盟国对日理事会政治顾问。
- 1947年1月-1952年10月，苏联外交部副部长。期间，1948年5月-1952年10月，苏联驻联合国代表、驻联合国安理会代表。这段时间他在联合国安理会行使过52次否决权。[6]1951年5月31日与6月5日，馬利克与美国国务卿艾奇逊的顾问乔治·凯南会面，双方表示对朝鲜战争的停战意愿。[7][8][9]
- 1952年10月-1953年3月，苏联外交部第一副部长。
- 1953年4月-1960年1月，苏联驻英国特命全权大使。1953年5月递交国书。
- 1960年1月-1968年，苏联外交部副部长。
- 1968年-1976年11月，苏联驻联合国代表、驻联合国安理会代表。
- 1976年11月起退休，享受莫斯科市联邦养老金待遇。
- 1980年2月11日于莫斯科逝世，享年73岁。葬于新圣女公墓。

马利克是苏共25大代表；第19-21届中央候补委员。

## 逸聞
1950年9月，中華民國常駐聯合國代表蔣廷黼在安理會上指責馬利克以充分的精力試圖顛倒黑白。馬利克的反擊使旁觀者笑了：「蔣廷黼黑白的用詞侮辱了美國一千四百萬黑人。白人的良心與靈魂也可能是黑的。」

## 荣誉
- 三次列宁勋章
- 十月革命勋章
- 两次劳动红旗勋章
- 荣誉勋章
- 1941-1945年伟大卫国战争中忘我劳动奖章[12]

## 外部連結
- 時代雜誌封面人物 . 時代雜誌. Aug 21, 1950  [2014-02-04]. （原始内容存档于2019-09-02）.（英文）